# الخالدون المئة (كتاب)
الخالدون المائة : الاسم الأصلي للكتاب: المائة: ترتيب أكثر الشخصيات تأثيرًا في التاريخ، (بالإنجليزية: The 100: A Ranking of the Most Influential Persons in History) كتاب من تأليف مايكل هارت وهو قائمة احتوت على أسماء مائة شخص رتبهم الكاتب حسب معايير معينة بمدى تأثيرهم في التاريخ. وضمت القائمة على رأسها أسماء الأنبياء محمد وعيسى وموسى، كما ضمت أسماء مؤسسي الديانات أو مبتكري أبرز الاختراعات التي غيرت مسار التاريخ مثل مخترع الطائرة أو آلة الطباعة، وأيضًا قادة الفكر وغيرهم.

## المنهجية
اتبع أسسًا محددة في ترتيب الشخصيات ووضع شروط لاختيارها منها: أن تكون الشخصية حقيقية عاشت فعلًا، وأن تكون الشخصية غير مجهولة، فهناك مجهولون عباقرة مثل أول من اخترع الكتابة لكنه مجهول، وأن يكون الشخص عميق الأثر وأن يكون له تأثير عالمي وليس إقليمي فقط، بالإضافة إلى أنه استبعد كل من كان على قيد الحياة.

## موجز الكتاب
يتكون الكتاب من 100 قسم بالإضافة إلى ملحق من الإشارات الشرفية. كل قسم عبارة عن سيرة ذاتية قصيرة للشخص، متبوعة بأفكار هارت حول كيفية تأثير هذا الشخص وتغيير مسار التاريخ البشري. لقد أعطى فضلًا إضافيًا للأهمية للأشخاص الذين شعر هارت أن أفعالهم كانت غير عادية أو غير مرجحة أو سابقة لعصرهم مقارنة بمسار التاريخ المفترض لو لم يعش هذا الشخص.
كان مؤسسو الديانات الناجحة وصانعوها من بين الأكثر تأثيراً في وجهة نظر هارت، حيث شكّل هؤلاء حياة الكثير من الناس بقوة على مدى فترة طويلة من الزمن. أول شخص على قائمة هارت هو النبي الإسلامي محمد. أكد هارت أن محمدًا كان «ناجحًا للغاية» في كل من المجالين الديني والدنيوي، حيث كان مسؤولاً عن أسس الإسلام وكذلك الفتوحات الإسلامية المبكرة التي وحدت شبه الجزيرة العربية وفي النهاية خلافة أوسع بعد وفاته. يعتقد هارت أيضًا أن محمدًا لعب دورًا فرديًا وشخصيًا بشكل غير عادي في تطور الإسلام. على النقيض من ذلك، ينقسم تأثير تطور المسيحية بين تعاليم يسوع الأولية والعمل التأسيسي، وبولس الرسول، الذي لعب دورًا محوريًا في الانتشار المبكر للمسيحية بالإضافة إلى تمييز مذاهبها وممارساتها عن اليهودية واليونانية الأخرى. والديانات الرومانية في تلك الفترة الزمنية. تم وضع كل من بوذا وكونفوشيوس وموسى في مرتبة عالية أيضًا بسبب دورهم في تأسيس الأديان.

## الترجمة
ترجم أنيس منصور النسخة الأولى من هذا الكتاب التي نشرت عام 1978، ولكنها كانت ترجمة غير أمينة للعنوان، فالعنوان باللغة الإنجليزية لا يعني بتاتًا «الخالدون مائة وأعظمهم محمد رسول الله صلى الله عليه وسلم» بل الترجمة الدقيقة تكون كالتالي: «المائة: ترتيب أكثر الشخصيات تأثيرًا في التاريخ»، وقد ذكر مايكل هارت في النسخة الإنجليزية: «عليَّ أن أؤكد أن هذه لائحة لأكثر الناس تأثيرًا في التاريخ وليست لائحة للعظماء. مثلًا يُوجد مكان في لائحتي لرجل مؤثر بدرجة كبيرة وشرير وبدون قلب مثل ستالين، ولا يُوجد مكان للقديسة الأم كابريني»

## مقدمة الكتاب
في مقدمة الكتاب يتناول الكاتب نقاشًا دار بين الفيلسوف الفرنسي فولتير ومجموعة من المفكرين واتفقوا على أن أعظم الشخصيات في التاريخ هو إسحاق نيوتن، ووضع فولتير معياره لتحديد الشخصيات العظيمة حيث قال: «إن الذي يتحكم في عقولنا من خلال قوة الحق لا الذي يستعبدها من خلال العنف هو من ندين له بتعظيمنا». أما عن سبب وضعه للنبي محمد أول القائمة بينما اسم يسوع في المرتبة الثالثة، فقد قال عنه مايكل هارت: «المثال الملفت للنظر هو ترتيبي لمحمد أعلى من المسيح، ذلك لاعتقادي أن محمدًا كان له تأثير شخصي في تشكيل الديانة الإسلامية أكثر من التأثير الذي كان للمسيح في تشكيل الديانة المسيحية».

## قائمة الشخصيات في الكتاب بحسب رأي الكاتب
| الترتيب | الاسم                  | فترة حياته                                   | الصورة | تأثيره |
| ------- | ---------------------- | -------------------------------------------- | ------ | --- |
| 1       | محمد                   | 570 - 632 م                                  |        | رسول الإسلام. |
| 2       | إسحاق نيوتن            | 1642 - 1727 م                                |        | عالم فيزيائي ورياضياتي وواضع قوانين الحركة. |
| 3       | يسوع                   | 6 ق م - 30 م                                 |        | هو الشخصية المحورية في المسيحية ومؤسسها، ويعترف به المسلمون نبيًا. |
| 4       | بوذا                   | 563 - 483 ق م                                |        | مؤسس الديانة البوذية. |
| 5       | كونفوشيوس              | 551 - 479 ق م                                |        | مؤسس الكونفوشيوسية. |
| 6       | بولس                   | 4 - 64 م                                     |        | أكبر المبشرين بالمسيحية. |
| 7       | تسي آي لون             | 48 - 121 م                                   |        | مخترع الورق. |
| 8       | يوهان جوتنبرج          | 1400 - 1468 م                                |        | مخترع الطباعة. |
| 9       | كريستوفر كولومبوس      | 1451 - 1506 م                                |        | مكتشف أمريكا. |
| 10      | ألبرت أينشتاين         | 1879 - 1955 م                                |        | واضع النظرية النسبية. |
| 11      | تشي جيفارا             | 14 يونيو 1928 - 9 أكتوبر 1967 م              |        | طبيب وكاتب وزعيم وقائد عسكري ورئيس دولة عالمي وشخصية رئيسية في الثورة الكوبية. أصبحت صورته المنمقة منذ وفاته رمزًا في كل مكان وشارة عالمية ضمن الثقافة الشعبية. |
| 12      | لويس باستور.           | 1822 - 1895 م                                |        | مكتشف الجراثيم والبسترة. |
| 13      | جاليليو جاليلي         | 1564 - 1642 م                                |        | فلكي أكد دوران الأرض حول الشمس ممهدًا الطريق لأعمال نيوتن. |
| 14      | أرسطو                  | 384 - 322 ق م                                |        | فيلسوف وعالم أسس علم المنطق. |
| 15      | لينين                  | 1870 - 1924 م                                |        | المسؤول الأول عن قيام الشيوعية في روسيا وتلميذ كارل ماركس. |
| 16      | موسى                   | 1392 - 1272 ق م                              |        | رسول الديانة اليهودية، وهو نبي يعترف بنبوته المسلمون. له معجزات أيدتها التوراة والإنجيل والقرآن. |
| 17      | داروين                 | 1809 - 1882 م                                |        | العالم الإنجليزى صاحب نظرية انتخاب طبيعي. من أهم كتبه أصل الأنواع، وفيه أوحى بفكرة أن الإنسان والقرد أو بالأحرى الشمبانزي يعودان إلى أصلٍ واحد، الجد المشترك. |
| 18      | شي هوانج تي            | 259 - 210 ق م                                |        | إمبراطور صيني قام بإصلاحات هائلة في الصين وحدتها حتى اليوم. قام بتوحيد الصين والموازين والمقاييس وأحجام العربات وشكل الحروف، ولكنه ارتكب حماقة كبرى عندما أحرق كل الكتب في عصره (عدا بعض كتب الزراعة والصناعة)؛ ليقضي بذلك على أعمال كونفوشيوس، وفي عهده تم بناء سور الصين العظيم.                                                      |
| 19      | أغسطس قيصر             | 63 ق م - 14 م                                |        | مؤسس الإمبراطورية الرومانية. ابن أخ يوليوس قيصر، وقد أنهى الحروب الأهلية وأعاد النظام للجمهورية الرومانية. |
| 20      | ماو تسي تونج           | 1893 - 1976 م                                |        | زعيم الحزب الشيوعي الصيني. كان ماركسي متعصبًا. نقل الصين من الرأسمالية إلى الاشتراكية. |
| 21      | جنكيز خان              | 1162 - 1227 م                                |        | القائد المغولي الذي وحد بين القبائل المغولية وقادهم لحروب خارج بلاده استولى على شمال الصين وبلاد فارس ثم تُوفي وأكمل من بعده ابنه أوقطاي خان. |
| 22      | إقليدس                 | 300 ق م                                      |        | عالم الرياضيات الذي ألَّف كتاب مبادئ الهندسة. |
| 23      | مارتن لوثر             | 1483 - 1546 م                                |        | الرجل الذي تحدى الكنيسة الكاثوليكية الرومانية. رفض فكرة صكوك الغفران. من آثار اتجاه لوثر على الكنسية نشوب حرب دينية في أوروبا وكانت دموية صارخة بين الكاثوليك والبروتستانت. |
| 24      | نيكولاس كوبرنيكس       | 1473 - 1543 م                                |        | عالم فلك بولندى. أثبت أن الأرض تدور حول الشمس. |
| 25      | جيمس وات               | 1736 - 1819 م                                |        | مخترع الآلة البخارية ورائد الثورة الصناعية. |
| 26      | قسطنطين الأكبر         | 280 - 337 م                                  |        | أول إمبراطور روماني مسيحي، وبسببه انتشرت المسيحية. أعاد بناء وتوسيع مدينة بيزنطة القديمة وأصبحت تعرف بالقسطنطينية. |
| 27      | جورج واشنطن            | 1732 - 1799 م                                |        | أول رئيس للولايات المتحدة الأمريكية. أهم إنجازاته كانت عندما قام بقيادة جيوش الاستقلال. |
| 28      | مايكل فاراداي          | 1791 - 1867 م                                |        | مخترع أول موتور كهربى. اكتشف الكثير من مبادئ الكهرباء المغناطيسية. رفض وسام الفروسية ورفض منصب رئيس الجمعية الملكية البريطانية. |
| 29      | جيمس كلارك ماكسويل     | 1831 - 1879 م                                |        | عالم الفيزياء البريطاني الذي اكتشف المعادلات الأربعة المعروفة بين الكهرباء والمغناطيسية. له مساهمات أخرى في البصريات وعلم الفلك والديناميكا الحرارية ونظرية حركة الطائرات. |
| 30      | الأخوان رايت           | (أورفيل 1871 - 1948 م) (ويلبور 1867 - 1912م) |        | مخترعا الطائرة. |
| 31      | لافوازييه              | 1743 - 1794 م                                |        | من أهم العلماء الذين ساهموا في تطوير الكيمياء. أكد أن الاحتراق معناه اتحاد الأكسجين بالمادة المشتعلة، وأن الماء مركب وليس عنصر. ألَّف كتاب مبادئ الكيمياء. |
| 32      | فرويد                  | 1856 - 1939 م                                |        | مؤسس علم التحليل النفسي. وضع نظريته لبناء الشخصية الإنسانية وأكد على أهمية اللاشعور أو العقل الباطن. وهو صاحب نظرية الكبت الجنسى. |
| 33      | الإسكندر الأكبر        | 356 - 323 ق م                                |        | الإسكندر المقدوني هو أشهر الغزاة في العصور القديمة. انتصر في كل معاركه ضد الفرس. استولى على مصر وإيران وأفغانستان وخاض عدة معارك في غرب الهند. كان يخطط لغزو شبه الجزيرة العربية وشمال فارس وروما والهند وقرطاجة، ولكنه توفى بالحمى في الثالثة والثلاثين من عمره.                                                                       |
| 34      | نابليون بونابرت        | 1769 - 1821 م                                |        | إمبراطور فرنسا الذي أصلح فيها النظام المالي والقضائي وأنشأ بنك فرنسا وجامعة فرنسا، قاد معارك ضد إنجلترا وإسبانيا وغزا مصر وانهزم أمام روسيا. |
| 35      | أدولف هتلر             | 1889 - 1945 م                                |        | يقول مايكل هارت أنه اضطرَّ آسفًا لوضع هتلر في القائمة رغم قرفه الشديد، فهو لا يرغب بتكريم رجل تسبب في قتل 35 مليون من البشر، ولكن قائمة الخالدين تتحدث عن الأكثر أثرًا، وهتلر هو الزعيم الألماني المتسبب في الحرب العالمية الثانية. نظرته العنصرية جعلته يعدم عددًا من الروس والغجر واليهود وغيرهم. اعتمد على قدرته الخطابية في تحريك الناس. |
| 36      | وليم شكسبير            | 1564 - 1616 م                                |        | الشاعر المسرحي العظيم صاحب الروائع (يوليوس قيصر، الملك لير، هاملت، ماكبث...). |
| 37      | آدم سميث               | 1723 - 1790 م                                |        | أستاذ في الفلسفة قام بتطوير النظريات الاقتصادية وصاحب كتاب (البحث عن طبيعة وأسباب ثروة الأمم). |
| 38      | إديسون                 | 1847 - 1931 م                                |        | مخترع المصباح الكهربي والفونوجراف والآلة الكاتبة والتلجراف والبطاريات الجافة والميكروفونات. سُجل باسمه ألف اختراع. |
| 39      | ليفنهيك                | 1632 - 1723 م                                |        | مكتشف الميكروب وتركيب الحيوانات المنوية، وأول من وصف كريات الدم الحمراء. |
| 40      | أفلاطون                | 427 - 370 ق م                                |        | الفيلسوف الإغريقي صاحب كتاب "الجمهورية". |
| 41      | ماركوني                | 1874 - 1937 م                                |        | مخترع الراديو. |
| 42      | بتهوفن                 | 1770 - 1827 م                                |        | أعظم موسيقار في كل العصور. أُصيب بالصمم التام في أواخر الأربعين من عمره. |
| 43      | فرنر هيزنبرج           | 1901 - 1976 م                                |        | حاصل على جائزة نوبل في الفيزياء لتأسيسه ميكانيكا الكم. |
| 44      | ألكسندر غراهام بيل     | 1847 - 1922 م                                |        | مخترع التليفون. |
| 45      | ألكسندر فلمنج          | 1881 - 1955 م                                |        | مكتشف البنسلين الذي أنقذ ملايين الأرواح وساهم في علاج الكثير من الأمراض. |
| 46      | سيمون بوليفار          | 1783 - 1830 م                                |        | محرر أمريكا اللاتينية من الاحتلال الإسباني. |
| 47      | كرومويل                | 1599 - 1658 م                                |        | قائد عسكري انتصر على الجيوش الملكية الإنجليزية في الحرب الأهلية وساعد على إرساء الديمقراطية البرلمانية في إنجلترا. |
| 48      | جون لوك                | 1632 - 1704 م                                |        | فيلسوف إنجليزي أرسى مبادئ الديموقراطية الدستورية. |
| 49      | مايكل أنجلو            | 1475 - 1564 م                                |        | رسام ونحات ومهندس معماري برزت أعماله في عصر النهضة. |
| 50      | البابا أوربان الثاني   | 1042 - 1099 م                                |        | هو البابا الذي دعا العالم المسيحي إلي حرب مقدسة لاستعادة الأراضي المقدسة واستهل بذلك الحروب الصليبية. |
| 51      | عمر بن الخطاب          | 586 - 644 م                                  |        | ثاني الخلفاء الراشدين، في عهده فُتحت سوريا وفلسطين ومصر وفارس، فقد ساهم عمر في انتشار الإسلام. |
| 52      | أشوكا                  | 300 - 232 ق م                                |        | ملك الهند الذي انزعج من الحروب العسكرية فاعتنق البوذية وساعد علي انتشارها. |
| 53      | القديس أوغسطين         | 354 - 430 م                                  |        | أهم رجال اللاهوت في زمانه. صاحب كتابي "مدينة الله" و"الاعترافات". |
| 54      | ماكس بلانك             | 1835 - 1947 م                                |        | العالم الفيزيائي صاحب نظرية الكم. |
| 55      | جون كالفن              | 1509 - 1564 م                                |        | رجل اللاهوت الذي ساعد على انتشار البروتستانية. كان يشجع الناس على مناقشة رجال الدين وطلب العلم، ويحرق الملحدين والمشتغلين بالسحر. |
| 56      | وليم مورتون            | 1819 - 1868 م                                |        | العالم المسئول عن إدخال التخدير في العمليات الجراحية. |
| 57      | وليم هارفي             | 1578 - 1657 م                                |        | الطبيب الإنجليزي مكتشف الدورة الدموية ووظيفة القلب. |
| 58      | أنتوني هنري بيكريل     | 1852 - 1908 م                                |        | مكتشف الإشعاع. |
| 59      | مندل                   | 1822 - 1884 م                                |        | الراهب النمساوي مكتشف قوانين الوراثة. |
| 60      | جوزيف ليستر            | 1827 - 1912 م                                |        | الجراح البريطاني الذي اخترع التعقيم في عمليات الجراحة. |
| 61      | نيكولاس أوتو           | 1832 - 1891 م                                |        | العالم الألماني مخترع آلة الاحتراق الداخلي، وهو الاختراع الذي نشأت عليه صناعة السيارات والطائرات والموتوسيكلات. |
| 62      | لويس داجير             | 1787 - 1851 م                                |        | واحد من الذين طوروا التصوير الفوتوجرافي. |
| 63      | ستالين                 | 1879 - 1953 م                                |        | دكتاتور الاتحاد السوفيتي. ساهم في انتشار الشيوعية الدولية. وفي روسيا اتخذ سياسة التصنيع الشامل، والذي كان نتاجها أن أصبحت روسيا قوة دولية عظمى. |
| 64      | ديكارت                 | 1596 - 1650 م                                |        | فيلسوف رياضي وعالم فرنسي. |
| 65      | يوليوس قيصر            | 100 - 44 ق م                                 |        | قيصر روما مطلق السلطة صاحب الانتصارت العسكرية على إسبانيا وقبائل الجال. |
| 66      | فرانسيسكو بيسارو       | 1475 - 1541 م                                |        | القائد الإسباني الأمي الذي غزا إمبراطورية الإنكا في بيرو، كان من أكثر الغزاة الإسبان عنف ودموية. |
| 67      | هرنان كورتيز           | 1485 - 1547 م                                |        | فاتح المكسيك. |
| 68      | الملكة إيزابيلا الأولى | 1451 - 1504 م                                |        | ملكة قشتالة التي حكمت إسبانيا وأمريكا اللاتينية، وساعدت كولمبوس لاكتشاف أمريكا. أُنشيء في عهدها محاكم التفتيش للقضاء على اليهود والمسلمين. |
| 69      | وليام الفاتح           | 1027 - 1087 م                                |        | صاحب الغزو النورماندي لإنجلترا، عبر المانش ببضعة آلاف من الجنود ليكون حاكمًا لإنجلترا. |
| 70      | توماس جيفرسون          | 1743 - 1826 م                                |        | ثالث رئيس للولايات المتحدة وصاحب إعلان الاستقلال، وصفقة شراء لويزيانا التي زادت من اتساع مساحة أمريكا بضم 13 ولاية. |
| 71      | جان جاك روسو           | 1712 - 1778 م                                |        | الفيلسوف الفرنسي صاحب العقد الاجتماعي وأميل. ساعدت أفكاره على قيام الثورة الفرنسية. |
| 72      | إدوارد جينر            | 1749 - 1823 م                                |        | الطبيب الإنجليزي الذي طور أساليب التلقيح كإجراء وقائي ضد الجديري. |
| 73      | رونتجن                 | 1845 - 1923 م                                |        | أستاذ الفيزياء والفلسفة الذي اكتشف الأشعة السينية. |
| 74      | يوهان سباستيان باخ     | 1685 - 1750 م                                |        | الموسيقار الألماني يوهان سباستيان باخ، لم يكن ذائعًا الشهرة في حياته، ولكن النقاد بعد خمسين عام اعتبروه من أعظم الموسيقيين. |
| 75      | لاوتسو                 | القرن الرابع قبل الميلاد                     |        | صاحب الديانة الطاوية وله كتاب لاوتسو وهو أشهر الكتب الصينية التي تم ترجمتها لكل اللغات. وهي ديانة تقول بأن الإنسان لا يجب أن يقاوم الطبيعة، ولكن أن يتوافق معها. |
| 76      | إنريكو فيرمي           | 1901 - 1954 م                                |        | مصمم المفاعل الذري. |
| 77      | توماس مالتوس           | 1766 - 1834 م                                |        | صاحب البحث القصير "بحث في تزايد السكان وأثره في مستقبل نمو المجتمع" وبه تأثر علماء الاقتصاد والمؤمنين بتخطيط الأسرة وتنظيم الحمل مما أدي لظهور حبوب منع الحمل. |
| 78      | فرانسيس بيكون          | 1561 - 1626 م                                |        | فرانسيس بيكون أول فيلسوف يبشر بالعلم والتكنولوجيا. من أهم كتبه "فلسفة العلم" و"المقالات". |
| 79      | فولتير                 | 1694 - 1778 م                                |        | شاعر وروائي وفيلسوف. من رواد التنوير في فرنسا. |
| 80      | جون كيندي              | 1917 - 1963 م                                |        | رئيس الولايات المتحدة. من أهم إنجازاته أن في عهده كانت رحلات أبولو للفضاء الخارجي. |
| 81      | بنكوس                  | 1903 - 1967 م                                |        | العالم البيولوجي الأمريكي الذي طور حبوب منع الحمل وبسبب ذلك حدثت تغييرات ثورية في العلاقات بين الجنسين. |
| 82      | سوي ون تي              | 541 - 604 م                                  |        | الإمبراطور الذي وحد الصين كلها. |
| 83      | ماني                   | 216 - 276 م                                  |        | مؤسس الديانة المانوية التي انتشرت في الشرق الأوسط وغربًا حتي المحيط الأطلسي لأكثر من ألف سنة. |
| 84      | فاسكو دا غاما          | 1460 - 1524 م                                |        | الرحالة البرتغالي الذي اكتشف الطريق المباشر من أوروبا إلي الهند بالإبحار حول أفريقيا (رأس الرجاء الصالح). |
| 85      | شارلمان                | 724 - 814 م                                  |        | إمبراطور فرنسي، ومؤسس الإمبراطورية الرومانية المقدسة. من أهم الحكام في تاريخ أوروبا. |
| 86      | قورش العظيم            | 590 - 529 ق م                                |        | مؤسس الإمبراطورية الفارسية. |
| 87      | ليونهارد أويلر         | 1707 - 1783 م                                |        | الرياضي والفيزيائي السويسري الذي اكتشف القوانين العامة للميكانيكا وقوانين حركة الشمس والأرض والقمر. |
| 88      | ماكيافيللي             | 1469 - 1527 م                                |        | الفيلسوف السياسي الإيطالي صاحب كتاب الأمير والكتاب مجموعة من النصائح للحاكم وهو يؤمن أن السياسي لا أخلاق له ولا دين وعليه أن يتسلح بالخداع والكذب للوصول لأهدافه. |
| 89      | زرادشت                 | 628 - 551 ق م                                |        | الإيراني مؤسس الديانة الزرداشتية والتي عاشت 25 قرنًا ولها أتباع حتى اليوم وصاحب كتاب أجاثاسي. |
| 90      | مينا                   | حوالي 3100 ق م                               |        | أول ملوك مصر وأول من وحد مصر. |
| 91      | بطرس الأكبر            | 1672 - 1725 م                                |        | يُعتبر أعظم القياصرة الروس، وكانت سياسة "التغريب" هي أعظم الخطط الطموحة التي اتخذها حاكم لروسيا في كل العصور. |
| 92      | منشيوس                 | 317 - 289 ق م                                |        | أهم الفلاسفة الصينيين الذين جائوا بعد كونفوشيوس. |
| 93      | دالتون                 | 1766 - 1844 م                                |        | العالم البريطاني الذي أدخل الذرّة كأحد الفروض في الدراسات العلمية ومنذ ذلك الحين أصبحت الذرة مدخلًا ومفتاحًا للتقدم الهائل في علم الكيمياء. |
| 94      | هوميروس                | 800 ق م                                      |        | أديب له تأثير كبير على الأدب العالمي ويُظن أنه مؤلف ملحمتي الإلياذة والأوديسة. |
| 95      | إليزابيث الأولى        | 1533 - 1603 م                                |        | أعظم من جلس على عرش إنجلترا. |
| 96      | جستنيان                | 483 - 565 م                                  |        | الإمبراطور الذي صاغ القانون الروماني والذي أصبح أساسًا من أسس التشريع في الدول الأوروبية. |
| 97      | يوهانس كبلر            | 1571 - 1630 م                                |        | ألماني، وهو مكتشف قوانين حركة الكواكب. |
| 98      | بابلو بيكاسو           | 1881 - 1973 م                                |        | أحد أعلام الفن التشكيلي. |
| 99      | ماهافيرا               | 599 - 527 ق م                                |        | ماهافيرا ومعناها البطل العظيم هو اللقب الذي يطلقه معتنقي الجاينية على الرجل الذي قام بتطوير الديانة. |
| 100     | نيلس بور               | 1885 - 1962 م                                |        | صاحب نظرية بناء الذرة. |

## وصلات خارجية
- النسخة الإنجليزية من الكتاب - موقع أمازون.
- المائة الأوائل - الترجمة العربية للكتاب من موقع النيل والفرات.
- الخالدون المئة - ترجمة أنيس منصور، نسخة pdf.